# سرویس هوایی ویژه
اس. اِی. اس (به انگلیسی: S.A.S) مخفف سرویس هوایی ویژه (به انگلیسی: Special Air Service) واحد نیروهای ویژه ارتش بریتانیا است. این نیرو در سال ۱۹۴۱ به عنوان یک هنگ تشکیل شد و در سال ۱۹۵۰ به سپاه تبدیل گردید. اس. اِی. اس به عنوان یکی از الگوهای نیروهای ویژه برای سایر کشورها تلقی می‌شود و در حال حاضر قدرتمندترین و زبده‌ترین افراد را برای جنگ با تروریسم داراست. وظایف این نیرو شامل مبارزه با تروریسم، عملیات شناسایی محرمانه، اقدام عملی و مبارزه با گروگان‌گیری است. بسیاری از اطلاعات مربوط به SAS بسیار سری است و به دلیل حساسیت و سری بودن عملیات‌های آن، دولت بریتانیا و وزارت دفاع بریتانیا دربارهٔ آن اظهار نظر نمی‌کنند.
این سپاه در حال حاضر از هنگ ۲۲ سرویس هوایی ویژه، که جزء منظم این نیرو به‌شمار می‌آید، و همچنین هنگ ۲۱ سرویس هوایی ویژه (هنرمندان) (ذخیره) و هنگ ۲۳ سرویس هوایی ویژه (ذخیره)، که واحدهای ذخیره هستند، تشکیل شده است که همگی تحت فرماندهی عملیاتی نیروهای ویژه بریتانیا (UKSF) قرار دارند. واحد خواهر این سپاه، سرویس دریایی ویژه نیروی دریایی پادشاهی بریتانیا است که در عملیات‌های ضد تروریسم دریایی تخصص دارد. هر دو واحد تحت کنترل عملیاتی مدیر نیروهای ویژه هستند.
سرویس هوایی ویژه ریشه در سال ۱۹۴۱ و جنگ جهانی دوم دارد. این واحد در سال ۱۹۴۷ به عنوان بخشی از ارتش سرزمینی بازسازی شد و به هنگ ۲۱ سرویس هوایی ویژه (تفنگداران هنرمند) تغییر نام داد. هنگ ۲۲ سرویس هوایی ویژه، که بخشی از ارتش منظم است، پس از نجات تلویزیونی همه گروگان‌ها به جز دو نفر از گروگان‌های نگهداری شده در جریان محاصره سفارت ایران در سال ۱۹۸۰، شهرت و شناخت جهانی به دست آورد. هنگ ۲۲ سرویس هوایی ویژه که بخشی از ارتش بریتانیا محسوب می‌شود، بعد از پخش زنده تلویزیونی نجات گروگان‌های سفارت ایران در سال ۱۹۸۰، به شهرت جهانی رسید.

## تاریخچه

### جنگ جهانی دوم
سرویس هوایی ویژه، واحدی از ارتش بریتانیا در طول جنگ جهانی دوم بود که در ژوئیه ۱۹۴۱ توسط دیوید استرلینگ تشکیل شد و در ابتدا "گروه L، تیپ سرویس هوایی ویژه" نامیده می‌شد – نامگذاری "L" و عنوان سرویس هوایی بخشی از یک کمپین گمراه‌کننده بریتانیایی بود تا نیروهای محور را به این باور وادارد که یک هنگ چترباز با واحدهای متعدد در این منطقه فعال است (یگان واقعی "SAS" به نیروهای محور نشان می‌داد که یگان جعلی واقعاً وجود دارد). این یگان به عنوان یک نیروی «کماندویی» برای عملیات در پشت خطوط دشمن در کارزار شمال آفریقا تشکیل شد و در ابتدا شامل پنج افسر و ۶۰ درجه‌دار دیگر بود. اولین مأموریت آن در نوامبر ۱۹۴۱ شامل یک پرش چتربازی در حمایت از عملیات کروسیدر به نام عملیات اسکواتر بود. به دلیل مقاومت نیروهای آلمانی و شرایط نامساعد جوی، این مأموریت ناموفق بود؛ به طوری که تنها ۲۲ نفر، یعنی یک‌سوم از افراد یگان، به پایگاه بازگشتند. بقیه یا کشته شدند یا اسیر. دومین مأموریت یگان، یک موفقیت بزرگ بود. نیروهای سرویس هوایی ویژه با حمل‌ونقل توسط گروه صحرایی دوربرد، به سه فرودگاه در لیبی حمله کرده و ۶۰ هواپیما را بدون هیچ تلفاتی نابود کردند. در سپتامبر ۱۹۴۲، یگان به نام اس‌ای‌اس یکم (1st SAS) تغییر نام داد، که در آن زمان شامل چهار اسکادران بریتانیایی، یک اسکادران فرانسه آزاد، یک اسکادران یونانی و بخش قایق‌های تاشو بود.

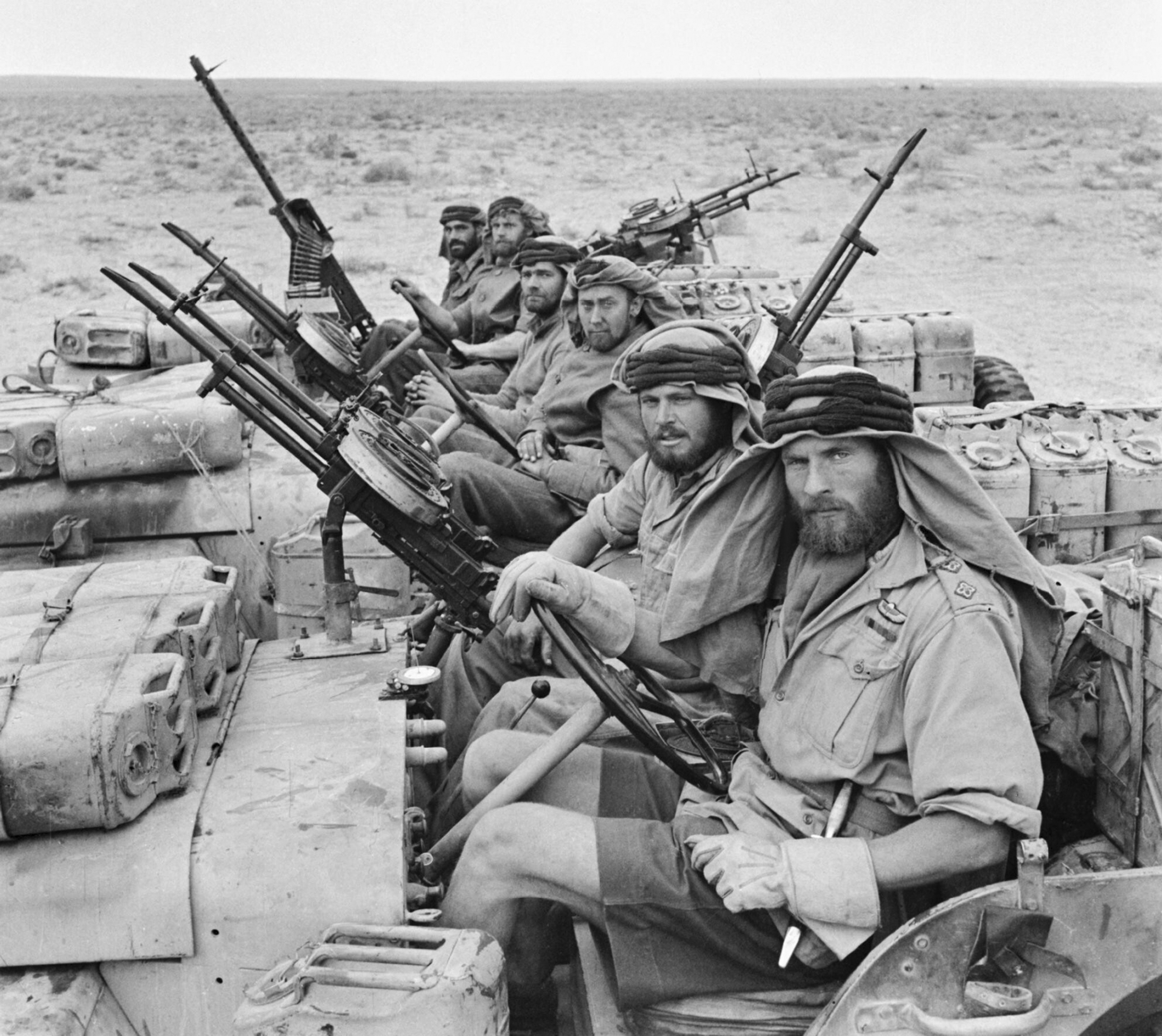
گشت اس‌ای‌اس در شمال آفریقا در خلال جنگ جهانی دوم (۱۹۴۳)

در ژانویه ۱۹۴۳، سرهنگ دیوید استرلینگ در تونس اسیر شد و پدی مین جایگزین او به عنوان فرمانده شد. در آوریل ۱۹۴۳، اس‌ای‌اس یکم به اسکادران تهاجمی ویژه تحت فرماندهی مین سازماندهی مجدد شد و اسکادران دریایی ویژه تحت فرماندهی جورج جلیکو قرار گرفت. اسکادران تهاجمی ویژه در سیسیل و ایتالیا به همراه اس‌ای‌اس دوم جنگید، که در سال ۱۹۴۳ در شمال آفریقا با تغییر نام نیروی تهاجمی مقیاس کوچک تحت فرماندهی بیل استرلینگ (برادر دیوید) تشکیل شده بود. اسکادران دریایی ویژه در جزایر اژه و دودکانسا تا پایان جنگ مشغول عملیات بود. در سال ۱۹۴۴، تیپ اس‌ای‌اس تشکیل شد. این واحد از واحدهای زیر تشکیل شده بود:
- سرویس هوایی ویژه اول
- سرویس هوایی ویژه دوم
- سرویس هوایی ویژه سوم – هنگ دوم چترباز شکارچی فرانسوی
- سرویس هوایی ویژه چهارم – هنگ سوم چترباز شکارچی فرانسوی
- سرویس هوایی ویژه پنجم
- اسکادران اف – مسئول سیگنال‌ها و ارتباطات

این واحد وظیفه عملیات چتربازی در پشت خطوط آلمان در فرانسه را بر عهده داشت و عملیات‌هایی را در حمایت از پیشروی متفقین در فرانسه (عملیات‌های هاوندزورث، بول‌بسکت، لیتون، کیپلینگ و والاس-هاردی)، بلژیک، هلند (عملیات پگاسوس) و در نهایت در آلمان (عملیات آرچوی و عملیات هاوارد) انجام داد. در نتیجه صدور فرمان کماندوی هیتلر در ۱۸ اکتبر ۱۹۴۲، اعضای یگان با خطر اعدام فوری در صورت اسیر شدن توسط آلمانی‌ها روبرو شدند. در ژوئیه ۱۹۴۴، پس از عملیات بول‌بسکت، ۳۴ کماندوی اسیر شده اس‌ای‌اس بلافاصله توسط آلمانی‌ها اعدام شدند. در اکتبر ۱۹۴۴، پس از عملیات لیتون، ۳۱ کماندوی اسیر شده اس‌ای‌اس دیگر توسط آلمانی‌ها اعدام شدند.
آخرین عضو اصلی سرویس هوایی ویژه و آخرین بازمانده گروه صحرایی دوربرد، مایک سدلر، در ۴ ژانویه ۲۰۲۴ در سن ۱۰۳ سالگی درگذشت.

### پس از جنگ
در پایان جنگ، دولت بریتانیا نیازی به ادامه فعالیت این نیرو ندید و در ۸ اکتبر ۱۹۴۵ آن را منحل کرد.
سال بعد، تصمیم گرفته شد که نیاز به یک واحد کماندویی نفوذی بلندمدت وجود دارد و باید یک هنگ جدید اس‌ای‌اس به عنوان بخشی از ارتش سرزمینی تشکیل شود. در نهایت، هنگ ۲۱ سرویس هوایی ویژه، که مقر آن‌ها در جاده دوکز، یوستون بود، در تاریخ ۱ ژانویه ۱۹۴۷ به عنوان هنگ ۲۱ اس‌ای‌اس مسئولیت‌های مرتبط با سرویس ویژه هوایی را به عهده گرفتند.

#### پیشاهنگان مالایی

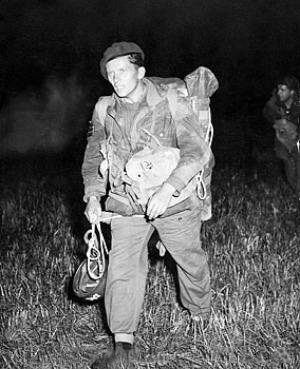
یک سرباز از هنگ ۲۱ اس‌ای‌اس پس از یک تمرین پرش چتربازی شبانه در دانمارک (۱۹۵۵)

در سال ۱۹۵۰، اسکادران ۲۱ اس‌ای‌اس برای شرکت در جنگ کره تشکیل شد. پس از سه ماه آموزش در بریتانیا، به آنها اطلاع داده شد که اسکادران دیگر در کره مورد نیاز نیست و بنابراین این اسکادران برای جنگ در بحران مالایا داوطلب شد. پس از ورود به مالایا، اسکادران تحت فرماندهی مایک کالورت قرار گرفتند که در حال تشکیل واحد جدیدی به نام پیشاهنگان مالایا (SAS) بود. کالورت قبلاً یک اسکادران از ۱۰۰ داوطلب در خاور دور تشکیل داده بود که به اسکادران A تبدیل شد. اسکادران ۲۱ اس‌ای‌اس سپس به اسکادران B تبدیل شد و پس از بازدید کالورت از رودزیا جهت جذب نیرو، اسکادران C از ۱۰۰ داوطلب رودزیایی تشکیل شد. رودزیایی‌ها پس از سه سال خدمت به خانه بازگشتند و توسط یک اسکادران نیوزلندی جایگزین شدند. در این زمان، نیاز به یک هنگ دائمی SAS در ارتش منظم تشخیص داده شده بود. هنگ ۲۲ اس‌ای‌اس رسماً در سال ۱۹۵۲ به فهرست ارتش اضافه شد و از سال ۱۹۶۰ در هرفورد مستقر بوده است. در سال ۱۹۵۹، هنگ سوم، هنگ ۲۳ اس‌ای‌اس، با تغییر نام واحد شناسایی ذخیره، که جانشین MI9 شده بود و اعضای آن متخصص فرار و گریز بودند، تشکیل شد.

### هنگ ۲۲ اس‌ای‌اس
از زمان خدمت در مالایا، مردان هنگ ۲۲ اس‌ای‌اس ارتش منظم، در گشت‌های شناسایی و ماموریت‌های تهاجمی در مقیاس بزرگ در جنگ جبل اخضر در عمان شرکت کرده‌اند و گشت‌های شناسایی و نظارتی مخفیانه و برخی ماموریت‌های تهاجمی در مقیاس بزرگتر را در بورنئو انجام داده‌اند. آنها در عملیات علیه شورشیان تحت حمایت کمونیست در شورش ظفار، از جمله نبرد مرباط، به عمان بازگشتند. آنها همچنین در عملیات‌هایی در شورش عدن، ایرلند شمالی و گامبیا شرکت داشته‌اند. تیم پروژه‌های ویژه آنها به گروه ضد تروریستی آلمان غربی GSG 9 در موگادیشو کمک کرد. واحد ضد تروریستی SAS به‌طور مشهوری در عملیات نجات گروگان در جریان گروگان‌گیری سفارت ایران در لندن شرکت کرد. SAS در طول مشارکت مخفیانه بریتانیا در جنگ شوروی در افغانستان مشارکت داشت؛ آنها از طریق پیمانکار نظامی خصوصی کینی‌مینی سرویسز (یا KMS Ltd) عمل می‌کردند و به مجاهدین افغان در زمینه سلاح، تاکتیک و استفاده از مواد منفجره آموزش می‌دادند. آنها نه تنها مجاهدین را در افغانستان آموزش می‌دادند، بلکه آنها را برای آموزش به پاکستان، عمان و حتی بخش‌هایی از بریتانیا می‌فرستادند. در طول جنگ فالکلند، اسکادران B برای عملیات میکادو آماده شد، قبل از اینکه متعاقباً لغو شود، در حالی که اسکادران‌های D و G مستقر شدند و در حمله به جزیره پبل شرکت کردند. عملیات فلاویوس یک عملیات بحث‌برانگیز در جبل‌الطارق علیه ارتش موقت جمهوری‌خواه ایرلند (PIRA) بود. هنگ ۲۲ اس‌ای‌اس همچنین هواپیماهای ناتو را به مواضع صرب‌ها هدایت کرد و جنایتکاران جنگی را در بوسنی و هرزگوین شکار کرد. آنها همچنین در جنگ کوزوو با کمک به چریک‌های ارتش آزادی‌بخش کوزوو در پشت خطوط صرب‌ها مشارکت داشتند. طبق منابع آلبانیایی، یک گروهبان SAS توسط نیروهای ویژه صرب کشته شد.
جنگ خلیج فارس، که در آن اسکادران‌های A, B و D مستقر شدند، بزرگ‌ترین بسیج SAS از زمان جنگ جهانی دوم بود، که به دلیل شکست مأموریت براوو دو صفر نیز قابل توجه بود. در سیرالئون، در عملیات باراس، یک عملیات نجات گروگان برای استخراج اعضای هنگ سلطنتی ایرلند شرکت کرد.
پس از حملات ۱۱ سپتامبر به ایالات متحده توسط القاعده در سال ۲۰۰۱، دو اسکادران از هنگ ۲۲ اس‌ای‌اس، که بعداً توسط اعضای هر دو واحد SAS سرزمینی تقویت شدند، به عنوان بخشی از حمله ائتلاف در آغاز جنگ در افغانستان، برای برچیدن و نابود کردن القاعده و جلوگیری از پایگاه امن عملیات در افغانستان با حذف طالبان از قدرت در جنگ علیه تروریسم، به افغانستان اعزام شدند. هنگ عملیات ترنت را انجام داد، بزرگ‌ترین عملیات در تاریخ خود، که شامل اولین پرش چتربازی HALO در زمان جنگ بود. پس از حمله، هنگ به عملیات علیه طالبان و سایر شورشیان در افغانستان تا سال ۲۰۰۶ ادامه داد، زمانی که استقرار آن در عراق به تمرکز عملیات آن تبدیل شد، تا سال ۲۰۰۹ که SAS دوباره به افغانستان اعزام شد.
این هنگ در جنگ عراق شرکت کرد، به ویژه عملیات‌هایی در عراق قبل از حمله سال ۲۰۰۳ را انجام داد. پس از حمله، بخشی از نیروی ضربت سیاه/شوالیه را برای مبارزه با شورش پس از حمله تشکیل داد؛ در اواخر سال ۲۰۰۵/اوایل سال ۲۰۰۶، فعالیت‌های اس‌ای‌اس در ستاد فرماندهی مشترک عملیات ویژه ادغام شد و تلاش‌های ضد شورش خود را بر مبارزه با القاعده در عراق و شورش سنی در کنار نیروی دلتا متمرکز کرد. این تلاش‌ها موفقیت‌آمیز بود و مأموریت نیروهای ویژه بریتانیا در عراق در ماه مه ۲۰۰۹ به پایان رسید.ref name="ReferenceB" /> در مجموع، بیش از ۳۵۰۰ تروریست توسط هنگ ۲۲ اس‌ای‌اس «از خیابان‌های بغداد جمع‌آوری شدند».
روزنامه‌های مختلف بریتانیایی در مورد مشارکت SAS در عملیات علامی و جنگ داخلی لیبی در سال ۲۰۱۱ گمانه‌زنی کرده‌اند. دیلی تلگراف گزارش می‌دهد که «منابع دفاعی تأیید کرده‌اند که SAS چندین هفته در لیبی بوده است و نقش کلیدی در هماهنگی سقوط طرابلس ایفا کرده است.» در حالی که گاردین گزارش می‌دهد «آنها به عنوان کنترل‌کننده‌های هوایی پیشرو عمل می‌کردند – خلبانان را به سمت اهداف هدایت می‌کردند – و با فرماندهان عملیاتی ناتو ارتباط برقرار می‌کردند. آنها همچنین به شورشیان در مورد تاکتیک‌ها مشاوره می‌دادند.»
در سال‌های اخیر، افسران SAS به سمت‌های ارشد در ارتش بریتانیا و نیروهای مسلح ارتقا یافته‌اند. ژنرال پیتر د لا بیلییر فرمانده کل نیروهای بریتانیایی در جنگ خلیج فارس در سال ۱۹۹۰ بود. ژنرال مایکل رز در سال ۱۹۹۴ فرمانده نیروی حفاظت سازمان ملل در بوسنی شد. در سال ۱۹۹۷ ژنرال چارلز گاتری رئیس ستاد دفاع، رئیس نیروهای مسلح بریتانیا شد. سپهبد سدریک دلویس در سال ۲۰۰۲–۲۰۰۳ به عنوان فرمانده ارتش صحرایی و معاون فرمانده کل ستاد فرماندهی منطقه‌ای ناتو نیروهای متفقین شمال منصوب شد.